# 허시혼 미술관과 조각 정원

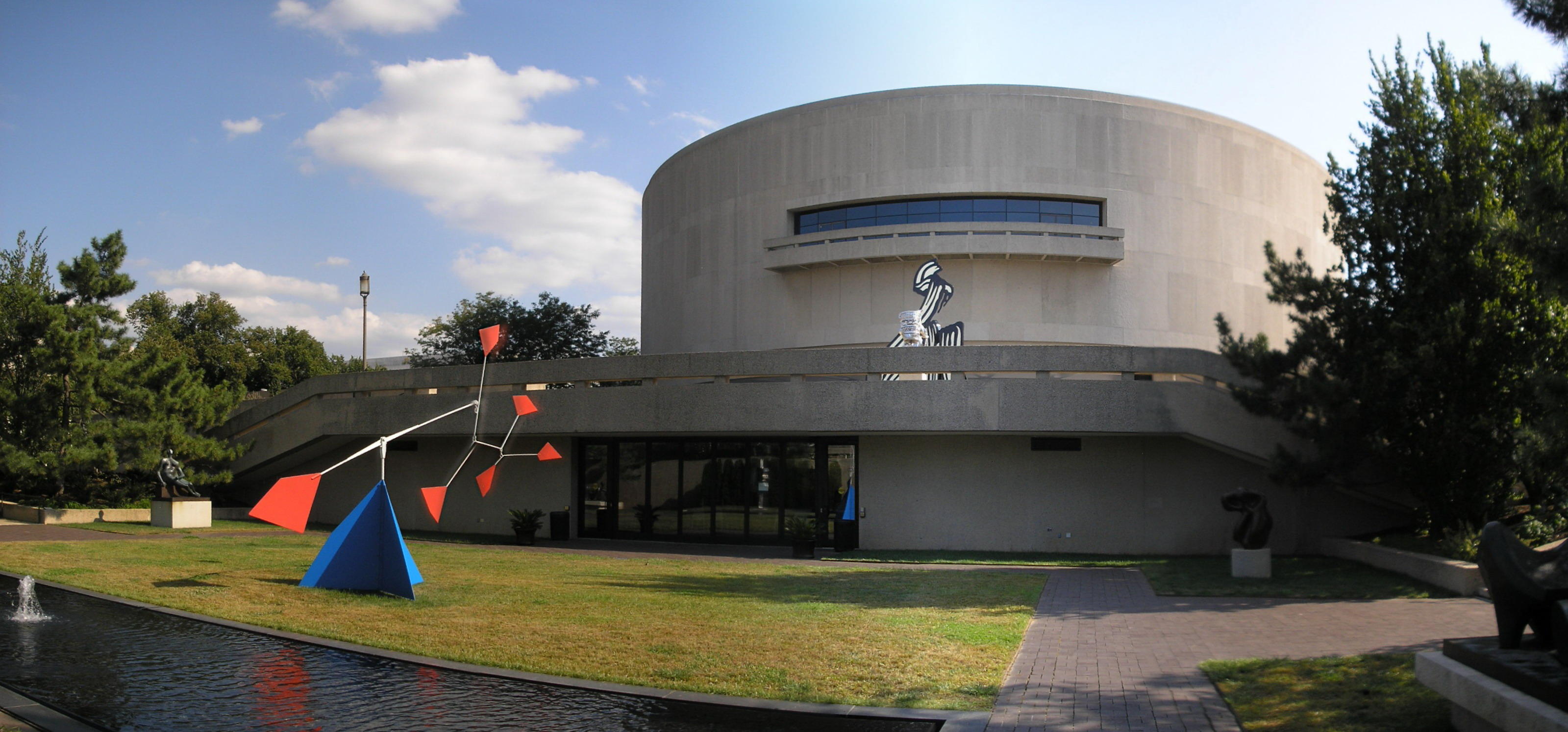
허시혼 미술관과 조각 정원

허시혼 미술관과 조각 정원(영어: Hirshhorn Museum and Sculpture Garden)은 미국 워싱턴 D.C. 내셔널 몰에 있는 미술관 및 조각 정원이다. 1960년대의 조셉 H. 허시혼의 예술품 수집품을 기증받아 설립되었다. 미국의 건축가 고든 번샤프트가 설계를 맡았으며 1974년에 건설되었다.